# Otto Rundel
Otto Rundel (* 19. August 1927 in Ravensburg; † 26. Mai 2010 in Karlsruhe) war ein deutscher Jurist.

## Leben und Wirken
Otto Rundel besuchte in seiner Heimatstadt Ravensburg die Volksschule und das Spohn-Gymnasium. Ein zweijähriger Einsatz als Luftwaffenhelfer und Soldat unterbrach seine Schulzeit. 1946 immatrikulierte er sich an der Universität München. Er studierte Rechtswissenschaft und Volkswirtschaft und wurde an der Universität Köln zum Dr. iur. promoviert. Seit dem Studium war er Mitglied der katholischen Studentenverbindung KSStV Alemannia München im KV. 1947 trat er in die CDU ein. In der Regierungszeit des baden-württembergischen Ministerpräsidenten Kurt Georg Kiesinger war er dessen persönlicher Referent, später einer seiner engen Vertrauten. 1975 wurde er Präsident des Rechnungshofes Baden-Württemberg. Nach seinem Ausscheiden 1991 war Rundel bis 1995 ehrenamtlicher Präsident der Führungsakademie Baden-Württemberg.
Er starb im Mai 2010 im Alter von 82 Jahren in Karlsruhe und liegt auf dem Hauptfriedhof seiner Heimatstadt Ravensburg begraben.

## Publikationen
- Die rechtlichen Grenzen der Nachrichtenbeschaffung durch die Ämter für Verfassungsschutz, Dissertation vom 15. Juli 1959 (Univ. Köln, Rechtswiss. Fakultät), Stuttgart 1959
- Kurt Georg Kiesinger. Sein Leben und sein politisches Wirken, 1. Auflage 2006, ISBN 978-3-17-019341-3

## Ehrungen
- Eisernes Kreuz 2. Klasse
- 1982: Bundesverdienstkreuz 1. Klasse
- 1987: Großes Verdienstkreuz des Verdienstordens der Bundesrepublik Deutschland
- 1991: Großes Verdienstkreuz mit Stern des Verdienstordens der Bundesrepublik Deutschland
- 1996: Verdienstorden des Landes Baden-Württemberg